# Церковь Святых Кирилла и Мефодия (Вроцлав)
Церковь Святых Кирилла и Мефодия (пол. Cerkiew Świętych Cyryla i Metodego) — православный храм Вроцлавской и Щецинской епархии Польской православной церкви в городе Вроцлаве. В храме действуют два прихода: Святых Кирилла и Мефодия (службы ведутся на польском и церковнославянском языке) и Святого Петра Могилы (службы ведутся на украинском языке).
Церковь была вписана в реестр памятников Польши 25 ноября 1947 года под номером 3, а затем 23 октября 1961 года под номером A/287/13.

## История
Нынешняя церковь построена на острове Пясек, на месте средневековой часовни Блаженного Иосифа, Иоакима, Наталии и Адриана, снесённой в XVII веке
.
Церковь Святого Иакова была воздвигнута в 1686—1690 годах по проекту Зигмунда Линдера. Храм построен в стиле барокко, однонефный, с декоративной башенкой на крыше. До секуляризации 1810 года церковь принадлежала монастырю августинок, после чего значительная часть имущества была отобрана, а в зданиях бывшего монастыря устроена учительская семинария, просуществовавшая здесь до 1909 года. В 1852 году церковь была отреставрирована и переосвящена в честь святой Анны.
В 1919—1921 годах церковь служила центром польской общины Бреслау, после чего была передана старокатоликам. В 1945 году во время осады Бреслау немецкие войска переместили в храм более полумиллиона книг из Королевской университетской библиотеки, где расположился штаб Фестунга (крепости) Бреслау. Все они сгорели в ночь с 10 на 11 мая.
В 1948 году руины церкви были покрыты крышей, чтобы защитить их от дальнейшего разрушения. 10 июня 1970 года они были переданы Польской православной церкви, начавшей в 1971 году реконструкцию храма. В 1975 году была обнаружена полузатопленная крипта. После расчистки был оборудован отдельный вход и обустроена церковь Святых Виленских Мучеников.